# ليزلي شيبرد
ليزلي شيبرد (بالإنجليزية: Leslie Shepherd)‏ هو لاعب كرة قدم أمريكية أمريكي، ولد في 3 نوفمبر 1969 في واشنطن العاصمة في الولايات المتحدة.

## وصلات خارجية
- ليزلي شيبرد على موقع مرجع كرة القدم المحترفة.كوم (الإنجليزية)
- ليزلي شيبرد على موقع IMDb (الإنجليزية)